# Vladimir Smirnov (lyžař)
Vladimir Michajlovič Smirnov (Владимир Михайлович Смирнов, * 7. března 1964 Ščučinsk) je bývalý kazachstánský běžec na lyžích a později sportovní funkcionář, olympijský vítěz, čtyřnásobný mistr světa a držitel ocenění zasloužilý mistr sportu SSSR.
Začínal v klubu SKA Alma-Ata. Ve Světovém poháru debutoval v prosinci 1982 v Davosu a skončil na bodovaném sedmnáctém místě. V roce 1984 v Murmansku stanul poprvé na stupních vítězů ve SP a roku 1986 v Kavgolovu vyhrál první závod. Jako jeden z prvních sovětských běžkařů se přizpůsobil bruslařské technice a na Mistrovství světa v klasickém lyžování 1987 vybojoval se štafetou SSSR stříbrnou medaili. Na olympiádě 1988 v Calgary byl druhý na 30 km, třetí na 15 km a druhý ve štafetě. V roce 1989 vybojoval v Lahti svůj první titul mistra světa v individuálním závodě na 30 km, o dva roky později ve Val di Fiemme byl na stejné trati druhý. Na olympiádě 1992 v Albertville se mu dařilo méně, nejlepším umístěním bylo osmé místo v nové disciplíně skiatlonu a pátá příčka se štafetou SNS.
Po rozpadu Sovětského svazu začal reprezentovat Kazachstán, i když žil ve švédském Sundsvallu a připravoval se v tamním klubu Stockviks SF. Na MS 1993 ve Falunu získal stříbro na 10 km a ve skiatlonu, na olympiádě 1994 vybojoval pro samostatný Kazachstán první olympijské medaile v historii, když vyhrál závod na 50 km a skončil druhý na 10 km a ve skiatlonu. Mistrovství světa v klasickém lyžování 1995 v kanadském Thunder Bay přineslo Smirnovovi životní úspěch, když získal tři zlaté medaile: na 10 km, 30 km a ve skiatlonu. Poslední Smirnovova olympiáda byla v roce 1998 v Naganu, kde byl vlajkonošem kazašské výpravy a skončil třetí ve skiatlonu. Kariéru ukončil o rok později vítězstvím na závodě Kontinentálního poháru v Pchjongčchangu.
Vladimir Smirnov vyhrál třicet závodů Světového poháru, čímž je druhý v historickém pořadí za Bjørnem Dæhliem, a v šedesáti šesti byl na stupních vítězů, v letech 1991 a 1994 se stal celkovým vítězem. Na Asijských zimních hrách, které v roce 1999 hostila Jižní Korea, získal zlato na 15 km a ve štafetě. Také dvakrát vyhrál prestižní Holmenkollenský lyžařský festival: 1994 a 1995.
Od roku 1999 do roku 2010 byl členem Mezinárodního olympijského výboru. Působil také ve vedení Mezinárodní biatlonové unie, angažoval se v kampani za přidělení zimní olympiády 2014 kazachstánskému městu Almaty. Vydal vzpomínkovou knihu Člověk-vítěz, známé je jeho přátelství s jeho velkými rivaly Bjørnem Dæhliem, s nímž účinkoval v televizní show Gutta på tur, a Vegardem Ulvangem, s nímž podnikl několik dobrodružných expedic – například v roce 1993 expedici do Mongolska, při níž byli na několik dnů zadrženi policií kvůli zmizení jednoho z místních průvodců.